# 歯科薬理学
歯科薬理学（しかやくりがく、英語：dental pharmacology）とは、基礎歯学の一分野の専門学問である。
主に薬学を基礎に口腔分野の抗菌薬、抗ウイルス薬などの薬物療法、治験、薬物アレルギー、各種薬理作用などの研究を行っている。また、全身疾患と口腔疾患の関連性からその研究対象も口腔からの全身薬理学へと変化している。
研究に従事している者は、歯科医師の他に薬剤師、免疫学者、細菌学者、インフェクションコントロールドクターなど様々な分野の研究者が従事している。
歯科臨床系では、歯科麻酔学や口腔外科学などと関わりが深く、特に歯科麻酔学分野では麻酔薬やペインクリニックなど、薬物を臨床応用することから研究分野を兼ねる研究室もある。

## 関係する学会
- 日本歯科薬物療法学会
- 日本薬理学会
- 日本生化学会／日本分子生物学会
- 日本免疫学会／日本化学療法学会
- 日本細菌学会／日本感染症学会／日本環境感染学会／日本口腔感染症学会
- 日本ウイルス学会／日本エイズ学会／日本医真菌学会／日本寄生虫学会／日本臨床寄生虫学会
- 歯科基礎医学会／日本歯周病学会／日本臨床歯周病学会／日本歯科保存学会
- （財）緒方医学化学研究所／臨床微生物迅速診断研究会／バイオフィルム研究会／日本ブドウ球菌研究会／レンサ球菌感染症研究会